# Houèdèmè-Adja
Houèdèmè-Adja est un arrondissement du département du Mono au Bénin relevant de la commune de Lokossa. Conformément au recensement de la population réalisé par l'Institut National de la Statistique Bénin le 15 février 2002, l'arrondissement compte une population totale de 9 857 habitants 